# Calixa Lavallée
Calixa Lavallée, nascut Callixte Lavallée (Verchères (Canadà dels Estats Units), 28 de desembre, 1842 - Boston (Estats Units) 21 de gener, 1891), va ser un compositor, director, pianista, organista i professor de música canadenca. És més conegut per compondre la música de l'himne nacional canadenc, O Canadà.

## Biografia
Infància i formació

Callixte Lavallée, primer fill d'Augustin Lavallée i Charlotte-Caroline Valentine, Pertany a la vuitena generació de Pasquier (també Pasquet o Pâquet), conegut com Lavallée. Per part del seu pare, el seu avantpassat és Isaac Pasquier, originari de Poitou i va arribar a Nova França l'estiu de 1665 com a soldat al regiment de Carignan-Salières. El seu avantpassat per part de la seva mare era un soldat anomenat James Valentine, originari de Montrose, Escòcia, que es va establir a Verchères i es va casar amb una franco-canadenca anomenada Louise Leclerc.
Augustin Lavallée, ferrer, llenyataire i armer, va introduir el seu fill a la música molt aviat. Li va ensenyar el piano, el violí, l'orgue i la corneta. Del jove Calixte es diu que ja mostra molt potencial. Cap al 1850, els Lavallée es van traslladar a Saint-Hyacinthe, on Augustin, violinista autodidacte, va obrir un taller de reparació d'instruments musicals i va treballar per al constructor d'orgues Joseph Casavant. Calixte va estudiar al seminari menor de Saint-Hyacinthe i es va incorporar a la banda de música del municipi. Amb tot just onze anys, esdevingué organista de la capella, impressionant els fidels que assistien a les seves actuacions.
Les extraordinàries habilitats musicals del jove Callixte van captar l'atenció de Léon Derome, un ric carnisser de Montreal i amic de la família. Pren el jove prodigi sota la seva ala i es compromet a finançar els seus estudis amb els més grans mestres. Dérome el va presentar especialment als professors Paul Letondal i Charles Wugk Sabatier, que li van ensenyar el piano. Tanmateix, el jove Calixte està lluny de ser un estudiant model. Acostumat a les llibertats del camp, prefereix el joc a la disciplina que requereixen els seus estudis.

Però Léon Derome no perd l'esperança i manté la fe en el seu jove protegit. El va portar al "Théâtre royal", la sala de concerts més elegant de Mont-real de l'època. Autèntica institució, presenta actuacions que van des de la comèdia fins al vodevil, passant per òpera, concerts i recitals. Callixte hi actuava al piano ja l'any 1853. El famós periodista Laurent-Olivier David el descrivia així:
| « | "Petit, prim, cabell negre com el banús, ulls brillants com carbuncles, viu, lleuger com una papallona, tenia l'aire d'un lutin, d'un d'aquells diables descrits a les històries de bruixots." | » |

Calixte Lavallée també va descobrir el "Théâtre royal" com a espectador. Agraeix especialment els espectacles ministerials, aquestes comèdies musicals americanes que donen un relat caricaturitzat de la vida dels esclaus negres al sud dels Estats Units. Els actors, tots blancs, amb la cara ennegrida de suro cremat, van popularitzar el banjo i el pastissos, inspirats lliurement en les tonades que els afroamericans canten a les plantacions. Sorprès per aquestes actuacions, el jove Callixte està decidit a descobrir el país de l'oncle Sam. Així que l'any 1857, assedegat d'aventures, va marxar de Mont-real cap als Estats Units.

## Aventura i guerra

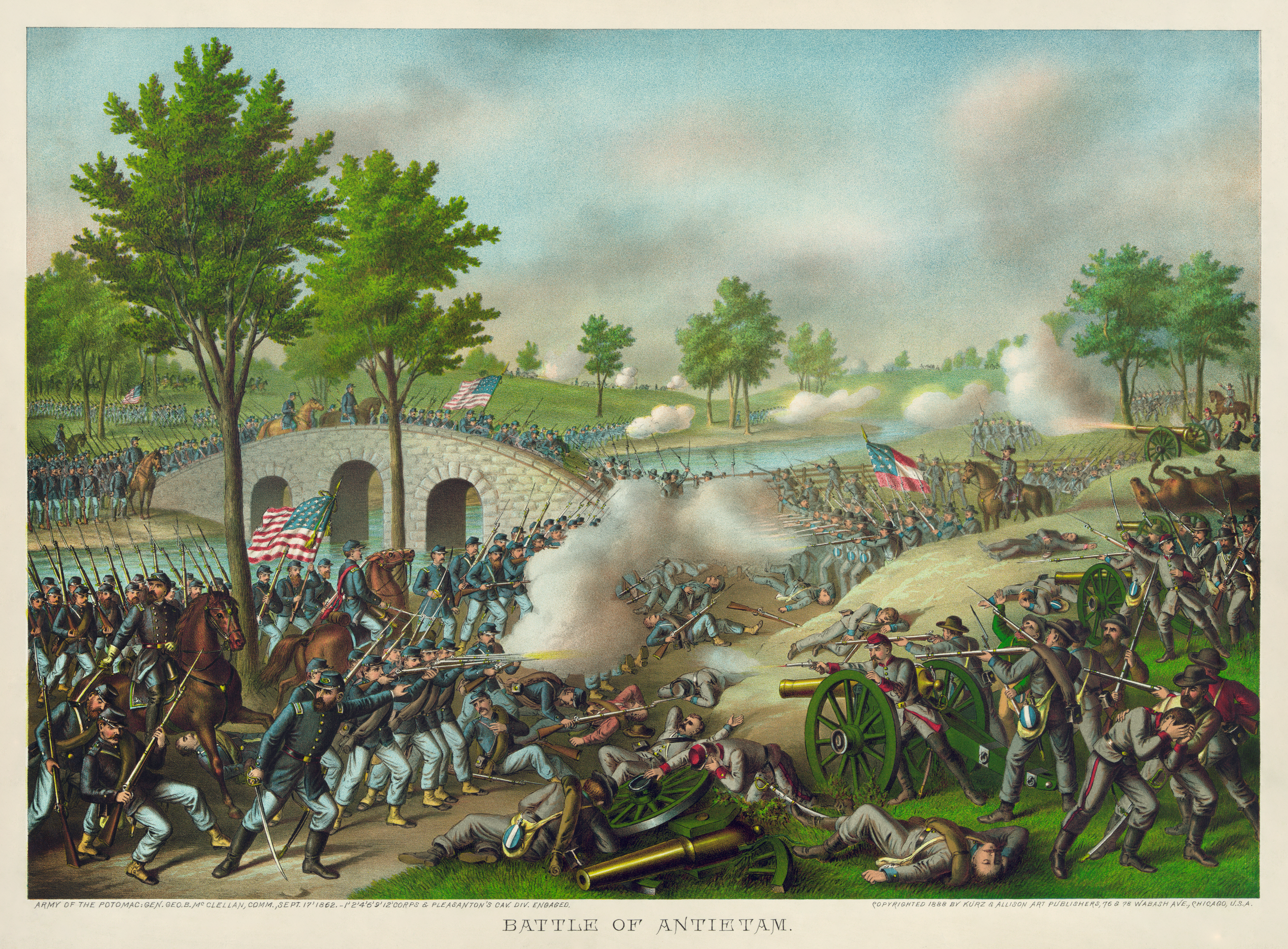
La batall d'Antietam, 17 setembre 1862.

Al sud de la frontera, va canviar de nom: ara s'anomenava Calixa, un primer nom més fàcil de pronunciar pels americans. Primer es va allotjar a Nova Orleans (Louisiana), una ciutat bulliciosa, coneguda pel seu grup d'òpera, i la cultura de la qual encara s'inspira en gran part en els seus orígens francesos. L'any 1857, Calixa Lavallée s'hi va donar a conèixer en guanyar un concurs de música. Va guanyar el primer premi per davant de Camille Urso, una violinista francesa que també passarà a la posteritat. A Louisiana, Lavallée va ser descobert per un altre violinista il·lustre, l'espanyol Oliveira. Seduït per les seves habilitats al piano, aquest el va incloure a la seva comparsa i li va donar l'oportunitat d'actuar a Mèxic, Amèrica del Sud i les Antilles.
Calixa Lavallée va tornar a Louisiana el 1860, amb el seu equipatge ple de records i experiències. La guerra civil nord-americana, però, aviat frenaria l'impuls de la seva jove carrera. Després d'un breu compromís amb l'orquestra del teatre d'Orleans, Lavallée va abandonar el sud just abans de separar-se. Els seus pocs anys a la regió el van fer conscient de la difícil situació dels esclaus negres, les condicions de vida dels quals estaven lluny del romanticisme dels espectacles ministerials. Tot seguit trobem el seu rastre al nord del país, a Baltimore (Maryland) i Providence (Rhode Island). Instat pels seus éssers estimats a tornar a casa, el jove músic no sembla espantat pels tambors de guerra, ans al contrari.
El 1861 es va unir a les forces de la Unió i es va allistar al quart regiment de Rode Island, on va ser primer corneta. Va participar en la batalla d'Antietam (Maryland), on va afirmar haver estat ferit a la cama. Calixa Lavallée va acabar la seva curta carrera militar el 3 d'octubre de 1862. Com a veterà, tenia dret a una pensió mensual de 8 dòlars però no es va molestar a reclamar-la. El conflicte nord-americà el va inspirar a The War Fever, una peça per a piano.

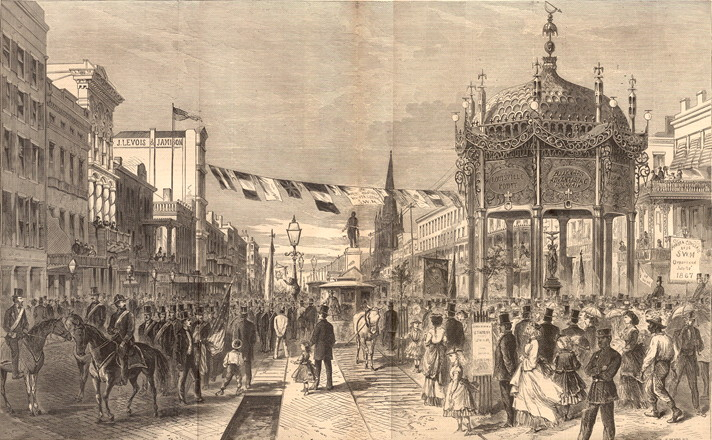
Nova Orleans el 1871

Un cop acabada la guerra, Lavallée va tornar a Verchères a la tardor de 1863 i s'instal·là a Mont-real l'any següent per dedicar-se a l'ensenyament. Paral·lelament, va donar concerts a diferents escenaris de Mont-real, sobretot al "Mechanichs' Hall" (Salle des artisans), i va rebre crítiques entusiastes als diaris metropolitans. Aquesta càlida acollida, però, no va ser suficient per esmorteir el gust per l'aventura que l'animava: va tornar als Estats Units el 1865. Lavallée hi va viatjar d'un estat a un altre, travessant les immenses extensions americanes des de San Diego (Califòrnia) fins a New York, Nova Anglaterra, via Nova Orleans on va tornar a ensenyar durant dos anys. A Lowell (Massachusetts), es va casar amb Josephine Gently, una nord-americana. Tindran quatre fills junts. La parella es va establir a Boston (Massachusetts) l'any 1867, on Calixa Lavallée va ensenyar i compondre. Allà va crear TIQ, The Indian Question Settled at Last, una sàtira musical que exposa les tensions entre blancs i sioux a la costa oest americana. L'obra es publicarà a Boston anys més tard, el 1883.
L'any 1870, Calixa Lavallée va tornar a sortir a la carretera, establint-se a Nova York. Allà va ocupar el càrrec de pianista i després director musical i "superintendent" de la Grand Opera House. Va treballar sota les ordres de James Fiks, un adinerat empresari la família del qual va fer fortuna durant la Guerra Civil. Mentre l'òpera buffa augmentava, Lavallée va compondre la seva pròpia peça, Loulou, una òpera en tres actes i amb una gran orquestra, l'estrena de la qual era esperada amb entusiasme per l'elit de Nova York. La representació, però, no va tenir lloc mai des que James Fiks va ser assassinat el 6 de gener de 1872 a l'entrada d'un hotel adjacent a la sala d'espectacles. Desanimat, Calixa Lavallée va decidir tornar al Canadà.

## La crida del Vell Continent
A Mont-real va trobar la seva família que s'havia establert a la metròpoli des de feia temps. El seu pare i el seu germà Charles hi van obrir un luthier i un negoci d'importació d'instruments musicals. Calixa Lavallée també va trobar Léon Derome, el seu mecenes des del principi. Aquest últim encara no havia perdut la fe en el futur del seu protegit. Després d'assegurar-li una beca mensual de 80 dòlars, el va convèncer de continuar la seva formació al Conservatori de Música de París. El 13 de març de 1873, un temps abans de la seva marxa, Lavallée va actuar per darrera vegada al "Mechanics' Hall". A Opinió pública, el crític Laurent-Olivier David està trist de veure'l marxar:
| « | "Esperem que la propera vegada que torni a la nostra ciutat sigui per quedar-se. Que arribi el moment en què els homes de talent no estiguin obligats a marxar a l'estranger per trobar un camp digne de la seva ambició. Que la providència ens restitueixi a tots aquests compatriotes el talent i el treball dels quals contribuirien tant a la glòria i la prosperitat de la nostra pàtria!" | » |

Calixa Lavallée va arribar a França l'any 1873, dos anys després de la victòria prusiana i el desmantellament de la Comuna de París. Allà descobreix un poble molest però resistent. Al Conservatori, Lavallée va estudiar amb François Bazin i Louis Boieldieu, fill del compositor del mateix nom. També va treballar al piano amb Anton-François Marmontel, un professor entre els seus alumnes il·lustres Georges Bizet, Ernest Guiraud i Isaac Albéniz.

Les fonts que relaten l'estada de Calixa Lavallée a París són escasses, però es creu que hauria estat recolzat pels Bossange, una família de llibreters parisencs propers als Fabres de Mont-real i acostumats a acollir canadencs de pas per París. També sabem que hi va compondre algunes peces, en particular Grande marche de concert, Souvenirs de Tolède i Le Papillon. Calixa Lavallée deixa empremta a França, els seus mestres donen fe del seu progrés i Le Papillon formarà part del programa del Conservatori de París durant diversos anys. Al Quebec, gaudeix del suport incondicional de la comunitat artística i de les elits, que no dubten a posar-se les mans a la cartera per finançar les aventures europees del prodigi local. Aquest és especialment el cas del músic Adélard-Joseph Boucher, que organitza un concert benèfic en el qual participen 150 artistes, entre ells Charles Lavallée. A La Minerve, un tal abat Martineau dedica una cançó a qui a poc a poc va agafant la identitat de músic nacional:
| « | "Lluny del país, però per la seva glòria, amable amic, canta sempre. I per assegurar la teva victòria, et jurem ajuda constant." | » |

## El músic nacional
Article detallatO Canadà. A la Viquipèdia francesa.
Calixa Lavallée va tornar al Quebec l'any 1875. Aleshores tenia 33 anys. Inspirat per la seva experiència europea, va conrear l'ambició de fundar a casa un conservatori públic, lliure, laic i mixt. Tanmateix, encara no hi és. A Mont-real va trobar el violinista Frantz-Jehin Prume i la seva dona, la soprano Rosita del Vecchio. El trio es farà inseparable. Junts, van tenir un paper determinant en el desenvolupament de la música a Mont-real, on van fundar un estudi inspirat en el model dels conservatoris europeus. Actuen a Mont-real, Quebec i Trois-Rivières, donant a conèixer al públic els clàssics de Mendelssohn, Gounod i Chopin.

També el 1875, Lavallée esdevingué el mestre de capella d'Alfred-Léon Sentenne, sulpicià i sacerdot de la parròquia de Saint-Jacques. En contra del consell del clergat major, van crear un cor mixt format per coristes amateurs que Lavallée havia reclutat mentre pentinava a Mont-real. Van optar per presentar Joana d'Arc, un drama en cinc actes creat l'any 1873 per Jules Barbier al "Théâtre de la Gaîté", a París. Charles Gounod va escriure la música incidental, els cors i les danses. A partir del maig de 1877, gràcies al finançament de Léon Derome, Lavallée i la seva petita comparsa van aconseguir presentar sis actuacions a la flamant Acadèmia de Música, una prestigiosa sala per a la burgesia de parla anglesa. El projecte és un èxit rotund. La gent es va aplegar des dels quatre racons de la província per assistir-hi, fins al punt que s'havia d'admetre espectadors dempeus. Rosita del Vecchio, que encarna a la donzella d'Orleans, va impressionar molt el públic i la crítica, que va veure en ella una potencial nova Emma Albany. L'obra va tenir tant d'èxit que es van planificar noves actuacions al Teatre Reial. A La Minerve instem els poders públics a fer més per fomentar el talent local.
| « | "El Sr. Lavallée està realitzant els treballs necessaris per al país. Esperem que els nostres compatriotes s'ajuntin per ajudar-lo animant-lo per la seva feina i els seus mèrits. A Europa, aquestes empreses compten amb el suport dels governs; però tots sabem que aquí, qui s'atreveix a emprendre aquestes obres només pot comptar amb els seus propis recursos i amb l'apreciació d'un públic intel·ligent i benèvol. Tot el que va necessitar va ser un moviment com aquest per demostrar els diferents tipus de talent que es troben latents aquí i, tanmateix, no són els més feliços en els diferents àmbits. Honor, doncs, a aquells que són prou patriòtics per buscar i trobar entre el nostre poble allò que els altres sovint busquen en altres llocs." | » |

És precisament amb això en ment que Calixa Lavallée es va reunir personalment amb el primer ministre Charles-Eugène Boucher de Boucherville. Aquest últim, però, no vol tenir res a veure amb un conservatori o un projecte d'òpera del Quebec. Endeutat i esquitxat per diversos escàndols, el seu govern té altres prioritats. Lavallée, doncs, va deixar de banda aquesta ambició i es va dedicar als seus projectes musicals, en particular a la presentació de La dame blanche, òpera còmica que va tenir un gran èxit.
L'any 1879, Calixa Lavallée era un músic conegut i respectat. Recentment establert al Quebec, és l'organista de l'església de Saint-Patrick i es troba al costat de l'elit de l'Antiga Capital. Va freqüentar sobretot músics, Ernest Gagnon i Joseph Vézina, així com escriptors, Napoléon Legendre i Joseph Marmette. Lavallée fins i tot va tenir admiradors als més alts esglaons del poder, sobretot en la persona del comte de Primo-Real, cònsol d'Espanya. També l'any 1879, el govern li va encarregar la composició d'una cantata amb motiu de l'arribada del nou governador general del Canadà i gendre de la reina Victòria, John Campbell, marquès de Lorne. Els diaris estaven entusiasmats i Lavallée va rebre salutacions personals del marquès i de la seva dona, la princesa Louise. Sorprenentment, el govern es va negar a reemborsar-li les despeses relacionades amb la composició, fet que li va causar importants problemes econòmics.

## Músic respectat
Tot i que ja era un músic respectat, va ser l'any següent, el 1880, que Calixa Lavallée entraria definitivament en la posteritat. Amb la seva cantata composta a petició del govern canadenc, va rebre un nou encàrrec: compondre un himne a la glòria de la "raça" canadenca francesa. Aquest projecte neix per iniciativa de la "Société Saint-Jean-Baptiste" de Québec, que celebra una Convenció Nacional de Canadencs francesos del 23 de juny al 25. En aquesta ocasió i per celebrar el dia de Sant Joan, l'Antiga Capital acull francòfons de tot el Quebec però també d'Acàdia i dels Estats Units.
El comitè organitzador, presidit pel jutge Adolphe-Basile Routhier, va crear un comitè musical de 23 membres el 15 de març de 1880. Calixa Lavallée s'hi asseu al costat d'altres grans noms, com Ernest Gagnon, Arthur Lavigne, Cyrille Duquet, Célestin Lavigueur i Nazaire Levasseur. En l'efervescència patriòtica que regnava dins el congrés, tenien l'encàrrec de dotar l'Amèrica francesa d'un cant unificador. La lentitud del comitè musical, però, va empènyer Gagnon, Lavallée i Routhier a prendre la iniciativa, amb la benedicció del tinent governador Théodore Robitaille. Així va néixer O Canada. L'himne va ser compost per primera vegada per Lavallée, després Routhier va afegir aquestes paraules:
| « | \| "Ô Canada ! Terre de nos aïeux, Ton front est ceint de fleurons glorieux ! Car ton bras sait porter l'épée, Il sait porter la croix ! Ton histoire est une épopée Des plus brillants exploits. Et ta valeur, de foi trempée, Protégera nos foyers et nos droits, Protégera nos foyers et nos droits. Sous l'œil de Dieu, près du fleuve géant, Le Canadien grandit en espérant. Il est né d'une race fière, Béni fut son berceau. Le ciel a marqué sa carrière Dans ce monde nouveau. Toujours guidé par sa lumière, Il gardera l'honneur de son drapeau, Il gardera l'honneur de son drapeau. De son patron, précurseur du vrai Dieu, Il porte au front l'auréole de feu. Ennemi de la tyrannie, Mais plein de loyauté, Il veut garder dans l'harmonie, Sa fière liberté. Et par l'effort de son génie, Sur notre sol asseoir la vérité, Sur notre sol asseoir la vérité. Amour sacré du trône et de l'autel, Remplis nos cœurs de ton souffle immortel ! Parmi les races étrangères, Notre guide est la loi : Sachons être un peuple de frères, Sous le joug de la foi. Et répétons, comme nos pères, Le cri vainqueur : « Pour le Christ et le Roi ! » Le cri vainqueur : « Pour le Christ et le Roi ! » \| "O Canadà! Terra dels nostres avantpassats, El teu front està envoltat de flors glorioses! Perquè el teu braç pot aguantar l'espasa, Pot portar la creu! La teva història és una èpica Les gestes més brillants. I el teu valor va amarar la fe, Protegeix les nostres llars i els nostres drets, Protegim les nostres cases i els nostres drets." Sota l'ull de Déu, prop del riu gegant, El canadenc creix esperant. Va néixer d'una raça orgullosa, Beneït era el seu bressol. El cel va marcar la seva carrera En aquest nou món. Sempre guiat per la seva llum, Guardarà l'honor de la seva bandera, Guardarà l'honor de la seva bandera. Del seu patró, precursor del Déu veritable, Porta l'aureola de foc al front. Enemic de la tirania, Però plena de lleialtat, Ell vol mantenir-se en harmonia, La seva orgullosa llibertat. I per l'esforç del seu geni, Al nostre sòl s'assenta la veritat, A la nostra terra s'assenta la veritat. Amor sagrat del tron i de l'altar, Omple els nostres cors amb el teu alè immortal! Entre races estrangeres, La nostra guia és la llei: Feu-nos saber com ser un poble de germans, Sota el jou de la fe. I repetim, com els nostres pares, El crit victoriós: "Per Crist i el Rei!" » El crit victoriós: "Per Crist i el Rei!" \| » \| |   |
| "Ô Canada ! Terre de nos aïeux, Ton front est ceint de fleurons glorieux ! Car ton bras sait porter l'épée, Il sait porter la croix ! Ton histoire est une épopée Des plus brillants exploits. Et ta valeur, de foi trempée, Protégera nos foyers et nos droits, Protégera nos foyers et nos droits. Sous l'œil de Dieu, près du fleuve géant, Le Canadien grandit en espérant. Il est né d'une race fière, Béni fut son berceau. Le ciel a marqué sa carrière Dans ce monde nouveau. Toujours guidé par sa lumière, Il gardera l'honneur de son drapeau, Il gardera l'honneur de son drapeau. De son patron, précurseur du vrai Dieu, Il porte au front l'auréole de feu. Ennemi de la tyrannie, Mais plein de loyauté, Il veut garder dans l'harmonie, Sa fière liberté. Et par l'effort de son génie, Sur notre sol asseoir la vérité, Sur notre sol asseoir la vérité. Amour sacré du trône et de l'autel, Remplis nos cœurs de ton souffle immortel ! Parmi les races étrangères, Notre guide est la loi : Sachons être un peuple de frères, Sous le joug de la foi. Et répétons, comme nos pères, Le cri vainqueur : « Pour le Christ et le Roi ! » Le cri vainqueur : « Pour le Christ et le Roi ! » | "O Canadà! Terra dels nostres avantpassats, El teu front està envoltat de flors glorioses! Perquè el teu braç pot aguantar l'espasa, Pot portar la creu! La teva història és una èpica Les gestes més brillants. I el teu valor va amarar la fe, Protegeix les nostres llars i els nostres drets, Protegim les nostres cases i els nostres drets." Sota l'ull de Déu, prop del riu gegant, El canadenc creix esperant. Va néixer d'una raça orgullosa, Beneït era el seu bressol. El cel va marcar la seva carrera En aquest nou món. Sempre guiat per la seva llum, Guardarà l'honor de la seva bandera, Guardarà l'honor de la seva bandera. Del seu patró, precursor del Déu veritable, Porta l'aureola de foc al front. Enemic de la tirania, Però plena de lleialtat, Ell vol mantenir-se en harmonia, La seva orgullosa llibertat. I per l'esforç del seu geni, Al nostre sòl s'assenta la veritat, A la nostra terra s'assenta la veritat. Amor sagrat del tron i de l'altar, Omple els nostres cors amb el teu alè immortal! Entre races estrangeres, La nostra guia és la llei: Feu-nos saber com ser un poble de germans, Sota el jou de la fe. I repetim, com els nostres pares, El crit victoriós: "Per Crist i el Rei!" » El crit victoriós: "Per Crist i el Rei!" | » |

L'himne va estar llest el 17 d'abril de 1880 i el Journal de Québec va anunciar la seva publicació en 6.000 exemplars. El públic i les bandes de música que participen a la concentració de juny tenen, doncs, temps de perfeccionar el seu mestratge. El 24 de juny va sonar per primera vegada durant un banquet al qual van assistir el marquès de Lorne i 500 convidats. Va ser un èxit immediat. O Canadà, l'himne canadenc francès, va causar tal sensació que va ser utilitzat per donar la benvinguda a George V a Toronto el 1901. Recuperat pel govern federal, l'himne va tenir diverses traduccions a l'anglès i es va convertir en l'himne oficial del Canadà l'1 de juliol de 1980, cent anys després de la seva composició.

## Darrers anys
La composició de l'himne patriòtic no era sinònim de fama i fortuna per a Lavallée. Precari econòmicament, va tornar a Boston, on va esdevenir mestre de cor de la "Holy Cross Cathedral", mentre continuava ensenyant música. Molt implicat a la "Music Teachers' National Association", va organitzar a Cleveland (Ohio) el 3 de juliol de 1884 un concert íntegrament dedicat als compositors nord-americans, considerat el primer d’aquest tipus.
Calixa Lavallée fou escollida presidenta nacional de l'associació l'any 1887. L'any següent marxà a Londres per participar en el primer congrés intercontinental de músics. Va presidir la seva darrera reunió de la "Music Teachers Association" el 1890, a Detroit, Michigan. En aquesta ocasió, el Quebec va presentar, davant les aclamacions dels seus companys, una composició al piano i al violoncel.

## Mort
Calixa Lavallée va cessar tota activitat l'any 1890, discapacitat per un mal de coll que l'havia afectat durant 10 anys (patia de laringitis tuberculosa). Va morir el 21 de gener de 1891 a l'edat de 48 anys. El seu funeral es va celebrar a la "Holy Cross Cathedral" de Boston.
Enterrades inicialment al cementiri de Mount Benedict, les seves despulles van ser repatriades al Quebec durant una cerimònia oficial el 13 de juliol de 1933. Calixa Lavallée descansa ara al cementiri de Notre-Dame-des-Neiges, a Mont-real.

## Família
Calixa Lavallée era cosí per matrimoni del compositor quebequès Alphonse Lavallée-Smith, fill del doctor Wenceslas Smith i Zénobie Lavallée, cosina de Calixa Lavallée, així com de la reconeguda organista Françoise Aubut, la seva cosina besnéta, per la seva mare, Yvonne Paquette.
Calixa Lavallée i la seva dona, Joséphine, van tenir dos fills: Calixa i Raoul. El 12 d'agost de 1883, Calixa fill moria als 14 anys, a Saint-Jean-Port-Joli, probablement per una apendicitis aguda.

## Homenatges
Un poble de Montérégie, un institut de Montreal, així com carrers de Montreal, Quebec, Trois-Rivières, Mirabel, Magog, Boucherville, Sainte-Julie, Varennes, Granby i St-Hyacinthe porten el seu nom.
Els arxius de Calixa Lavallée es conserven al centre d'arxius de Montreal de la Biblioteca i Arxius Nacionals del Quebec.

## Principals obres
- Peacocks in Difficulties/Loulou, òpera còmica (1872)
- The Bridal Rose Overture, opereta (1888)
- The King of Diamonds, opereta (1888)
- L'Absence, cançons per Remi Tremblay, 1882–1885[36]
- L'Oiseau Mouche, Bluette de Salon, Op.11, 1865?[36]
- Le Papillon (La papallona) Concert d'estudi per a flauta, clarinet i piano, 1884[36]
- Marche funèbre, 1878[36]
- Ô Canada, 1880[36]
- La veuve, 1881, opera còmica ((anglès)The widow) (1881)
- Une Couronne de Lauriers, Caprici de gènere, Op.10, 1864?[36]
- Violette, cantilena, lletra de Napoleon Legendre i P.J. Curran, 1879[36]